# Gnome Alone
Gnome Alone ((bra: Duda e os Gnomos; prt: Patrulha de Gnomos) é um filme de animação em computador 3D canado-norte americano lançado em 2018. É dirigido por Peter Lepeniotis, produzido por John H. Williams e Danielle Sterling, e roteirizado por Michael Schwartz e Zina Zaflow. O cinema é distribuído pela STX Entertainment. Em termos de gênero, é um filme de fantasia e uma comédia.

## Sinopse
Duda e sua mãe estão de mudança para a antiga casa da tia Silvia. A casa tem muitos gnomos e eles estranhamente parecem estar mudando de lugar todo tempo. Duda percebe que coisas ainda mais esquisitas estão acontecendo na casa e que na verdade elas podem não estar sozinhas. Logo Duda descobre que os gnomos podem ganhar vida e uma grande amizade surgirá entre eles com o propósitos de proteger a casa.

## Elenco
| Personagem  | Vozes               | Portugal      |
| ----------- | ------------------- | ------------- |
| Duda        | Rebecca Marie Gomez | Aurea         |
| Liam        | Josh Peck           | Diogo Piçarra |
| Catherine   | Tara Strong         |               |
| Brittany    | Olivia Holt         |               |
| Zamfeer     | David Koechner      |               |
| Quicksilver | Jeff Dunham         |               |
| Alpha       | Patrick Stump       |               |
| Bravo       | Patrick Stump       |               |
| Charlie     | Patrick Stump       |               |
| Trey        | Nash Grier          |               |
| Tiffany     | Madison De La Garza |               |
| Chelsea     | Madison De La Garza |               |
| Zook        | George Lopez        |               |